# Retablo de la Virgen de la Majestad (catedral de Astorga)

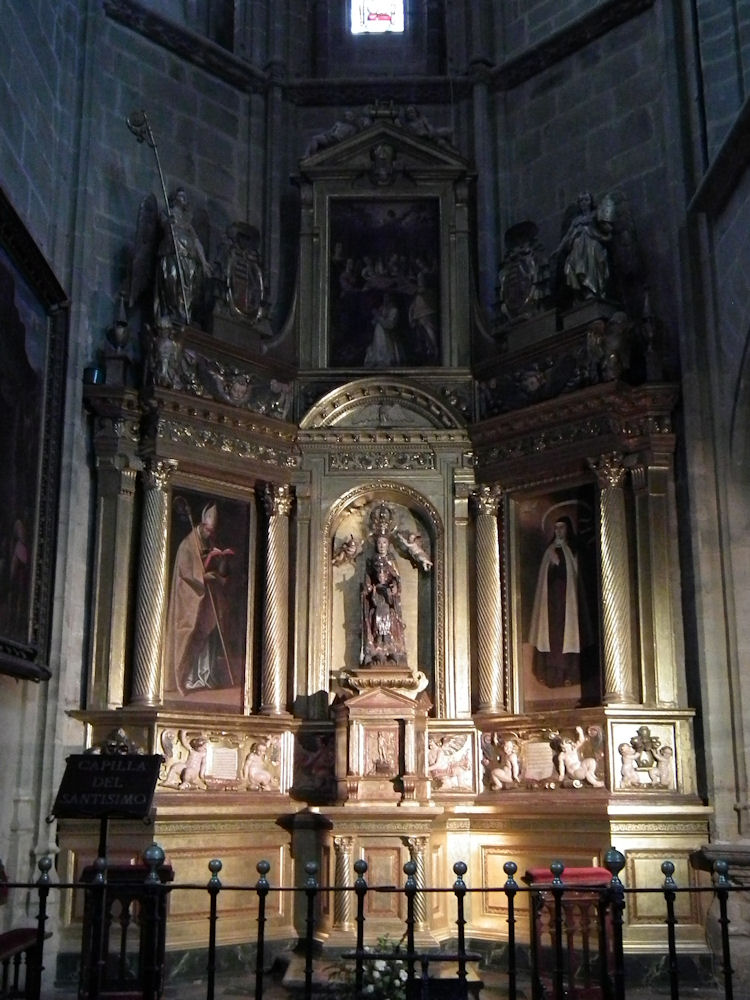
Retablo de la Virgen de la Majestad.

El retablo de la Virgen de la Majestad de la catedral de Astorga se encuentra situado en la capilla absidal menor del lado del Evangelio que desde 1994 está dedicada a capilla del Sagrario. La fabricación de este retablo se debe al mecenazgo del obispo Alfonso Mejía de Tovar (también llamado Alfonso Messia de Tovar, 1616-1636) que con su gran devoción mariana quiso dedicar una capilla especial a la imagen antigua de esta Virgen.
Es un retablo de estilo clasicista hecho en madera dorada y policromada que empezó el ensamblador Lupercio Getino y terminó otro ensamblador llamado Mateo Flores (de Ponferrada). El entallador y ensamblador Getino se había formado en el taller del escultor Gregorio Español cuya obra fue muy extendida por la diócesis de Astorga durante las últimas décadas del siglo XVI y primer tercio del XVII. Las trazas y las pinturas son de Juan de Peñalosa y las esculturas de los ángeles atribuidas a Gregorio Español (1622). En el centro se encuentra la imagen titular, Virgen de la Majestad, románica del siglo XII. El conjunto mide 7 x 4,5 x 0,15 m. Consta de banco, cuerpo único, ático y tres calles. En 1994 tuvo lugar una buena restauración llevada a cabo por Javier Oyamburu.

## Descripción del retablo
Consta de sotabanco y banco, ambos dorados con maestría. En el centro del banco se halla el sagrario que es una pieza ligeramente anterior a la elaboración del retablo. Tiene frontón y bajo él y sobre la puerta está el relieve del resucitado. En los flancos pueden verse las pinturas de Pedro y Pablo. A ambos lados del banco y bajo las dos calles laterales aparecen los relieves de unos ángeles portadores de cartelas que llevan escritas las indulgencias dadas por el papa Gregorio XIII por ser éste un altar privilegiado.
En la calle central y en lugar preferente se halla la hornacina que cobija la imagen titular: la Virgen de la Majestad; es obra románica de comienzos del siglo XII, tallada en madera de peral policromada en temple y chapada en plata. Mide 120 x 41 x 37 cm. La Virgen está sentada sobre un trono y a su vez ella misma sirve de trono a su hijo. Pertenece a las llamadas Sedes sapientiae o Trono de Sabiduría o Trono del Señor, que es la Kyriotissa bizantina. Mantiene en su mano derecha el símbolo de la manzana (alusión a la nueva Eva) mientras señala con su mano izquierda a Jesús. El Niño lleva túnica y en este caso va calzado, siendo este detalle un precedente sobre este modelo románico. Es una imagen-relicario, con el hueco ubicado en la espalda donde se encontraron a raíz de la restauración de 1988 unos paquetitos identificados por cartelas que indicaban ser astillas de la Vera Cruz y leche de María.

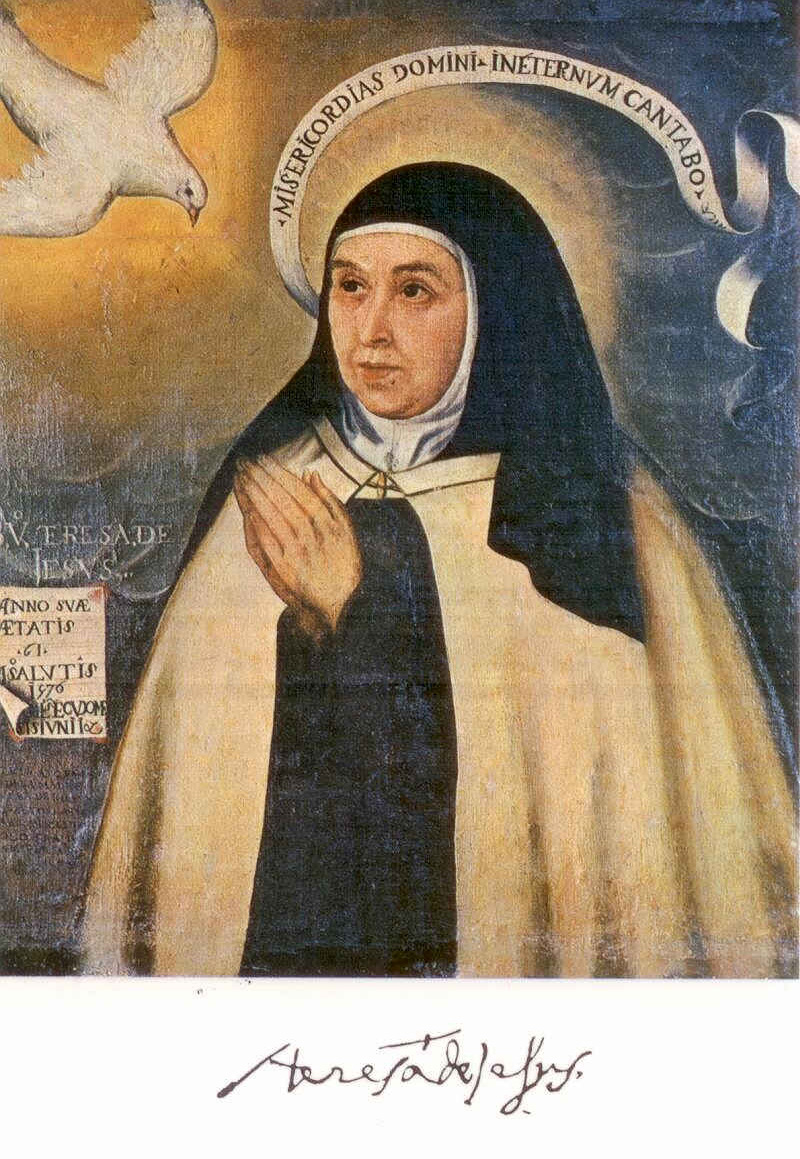
Retrato de Teresa copia de un original pintado de ella en 1576 a la edad de 61 años. Fray Juan de la Miseria pintó del natural el rostro de Santa Teresa sobre lienzo.

A ambos lados de la talla de la Virgen, en las calles laterales, hay dos pinturas de Juan de Peñalosa. La que está a la derecha del espectador es Santa Teresa de Jesús, copia del retrato que le hizo fray Juan de la Miseria. Con esta representación se hace un homenaje a la renovación de la Iglesia con sus nuevos santos tras en Concilio de Trento. La parte inferior muestra una inscripción con dedicatoria:
 S. Theresiae iesu carmelitane/ordinis renovatrici
(a Santa Teresa de Jesús, renovadora de la orden carmelitana)

Una filacteria rodea la cabeza de la santa, saliendo estas palabras de su boca:
Misericordia dni, in aeternum cantabo (Cantaré eternamente las misericordias del señor) salmo 89
El cuadro de la izquierda del espectador representa a San Genadio, obispo de Astorga de 899 a 919, en alusión a los santos tradicionales hispánicos. 

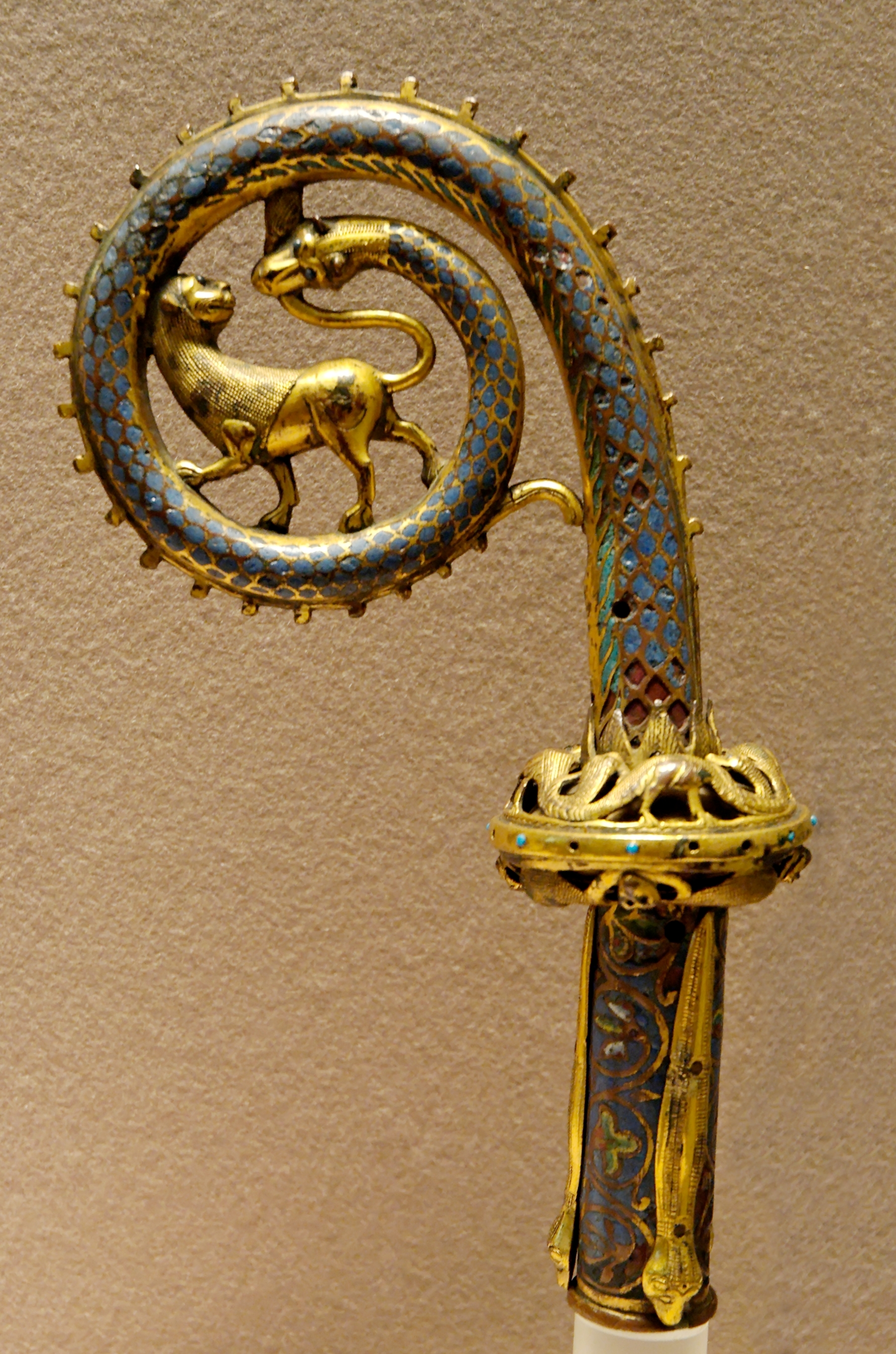
Báculo pastoral.

El ático muestra una pintura obra así mismo de Peñalosa, con la representación de la imposición de la casulla a San Ildefonso. El fondo de la pintura parece representar el interior de la catedral de Toledo. Peñalosa pintó la cara del santo representando el rostro de su mecenas y amigo el obispo Alonso Mexía de Tovar. A ambos lados del lienzo hay dos escudos de este obispo y a su lado las figuras de gran tamaño de dos ángeles portadores de los símbolos de la jerarquía de la Iglesia: el báculo y la mitra. Estas esculturas están atribuidas a Gregorio Español. El ático termina en un frontón triangular sobre cuyos lados inclinados reposan las figuras de dos niños o angelotes.